# Reprezentacja Niemieckiej Republiki Demokratycznej w piłce wodnej kobiet
Reprezentacja Niemieckiej Republiki Demokratycznej w piłce wodnej kobiet – zespół, biorący udział w imieniu Niemieckiej Republiki Demokratycznej w meczach i sportowych imprezach międzynarodowych w piłce wodnej, powoływany przez selekcjonera, w którym mogą występować wyłącznie zawodnicy posiadający obywatelstwo NRD. Za jej funkcjonowanie odpowiedzialny był Związek Piłki Wodnej NRD (DDR-SVB), który był członkiem Międzynarodowej Federacji Pływackiej. Zespół rozegrał swoje ostatnie mecze w 1989 roku, a w październiku 1989 NRD została połączona z Niemcami Zachodnimi. W latach 1956-1964 na Igrzyskach Olimpijskich w Barcelonie w 1992 roku występowała reprezentacja, zwana Wspólną reprezentacją.